# HD175869
HD175869 — хімічно пекулярна зоря спектрального класу B9, що має видиму зоряну величину в смузі V приблизно  5,6.
Вона  розташована на відстані близько 1101,9 світлових років від Сонця.

## Пекулярний хімічний склад
Зоряна атмосфера HD175869 має підвищений вміст 
Hg
.